# Sender Ravensburg (Wilhelmskirch)
Der Sender Ravensburg war ein Rundfunksender für Mittelwelle, den die Media Broadcast zur Ausstrahlung des Deutschlandfunks im Landkreis Ravensburg in Baden-Württemberg betrieb. Er befand sich einen knappen Kilometer nordöstlich von Wilhelmskirch, einem Ortsteil der Gemeinde Horgenzell, auf einer Höhenlage von 581 m ü. NN und ist nicht zu verwechseln mit dem Fernsehsender Ravensburg auf dem nahegelegenen Berg Höchsten.
Die Anlage wurde am 23. August 1951 in Betrieb genommen und gehörte bis 1964 dem damaligen Südwestfunk, der dort auf der Frequenz 1538 kHz (ab 1962 auf 665 kHz) sein erstes Hörfunkprogramm mit einer Sendeleistung von 20 kW ausstrahlte. Zusammen mit den Standorten Bad Dürrheim und Reutlingen bildete der Sender ein Gleichwellennetz.
Am 30. September 1962 nahm der Südwestfunk für die damalige Deutsche Bundespost (heute Deutsche Telekom) einen weiteren Sender zur Verbreitung des Deutschlandfunks auf der Frequenz 755 kHz mit einer Sendeleistung von 20 kW in Betrieb. Beide Programme wurden mittels einer Weiche über dieselbe Antennenanlage ausgestrahlt. Nach der Fertigstellung des neuen Bodenseesenders bei Meßkirch im Jahr 1964 stellte der Südwestfunk seinen Sendebetrieb am Standort Ravensburg ein und übergab die Anlage an die Deutsche Bundespost. 1968 wurde die Sendeleistung des Deutschlandfunks auf 100 kW erhöht. Da durch diese Leistungserhöhung nachts starke Ausblendungen notwendig gewesen wären, wurde der Sender während der Nachtstunden abgeschaltet. Seit dem Inkrafttreten des Genfer Wellenplans im Jahr 1978, der auch eine Frequenzanpassung auf 756 kHz zur Folge hatte, sendete die Anlage wieder im Dauerbetrieb im Amplitudenmodulation (AM). Die Anlage war digitaltauglich für Digital Radio Mondiale (DRM)-Aussendung, lief aber ab 1999 nur in der Betriebsart Dynamische Amplitudenmodulation (DAM).
Als Antenne kamen zuletzt zwei gegen Erde isolierte selbststrahlende Sendemasten von 120 Meter Höhe zum Einsatz, die 1951 und 1978 errichtet wurden. Die geographischen Koordinaten der beiden Sendemaste lauten 47° 47′ 8,1″ N, 9° 31′ 6,3″ O und 47° 47′ 7,5″ N, 9° 31′ 11″ O.
Die Ausstrahlung des Programmes auf der Frequenz 756 kHz wurde am 31. Dezember 2015 um 23:50 Uhr planmäßig eingestellt. Am 24. Januar 2018 wurden beide Sendemasten abgebaut.

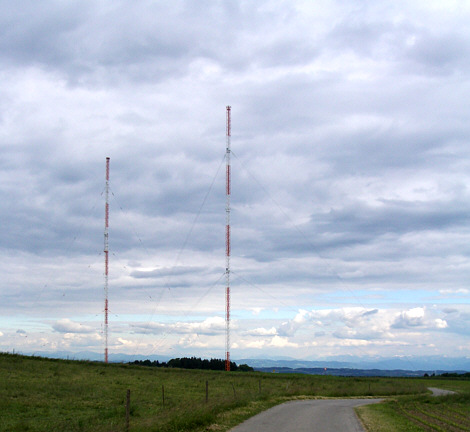
Die beiden 120 Meter hohen Sendemasten des Senders Ravensburg
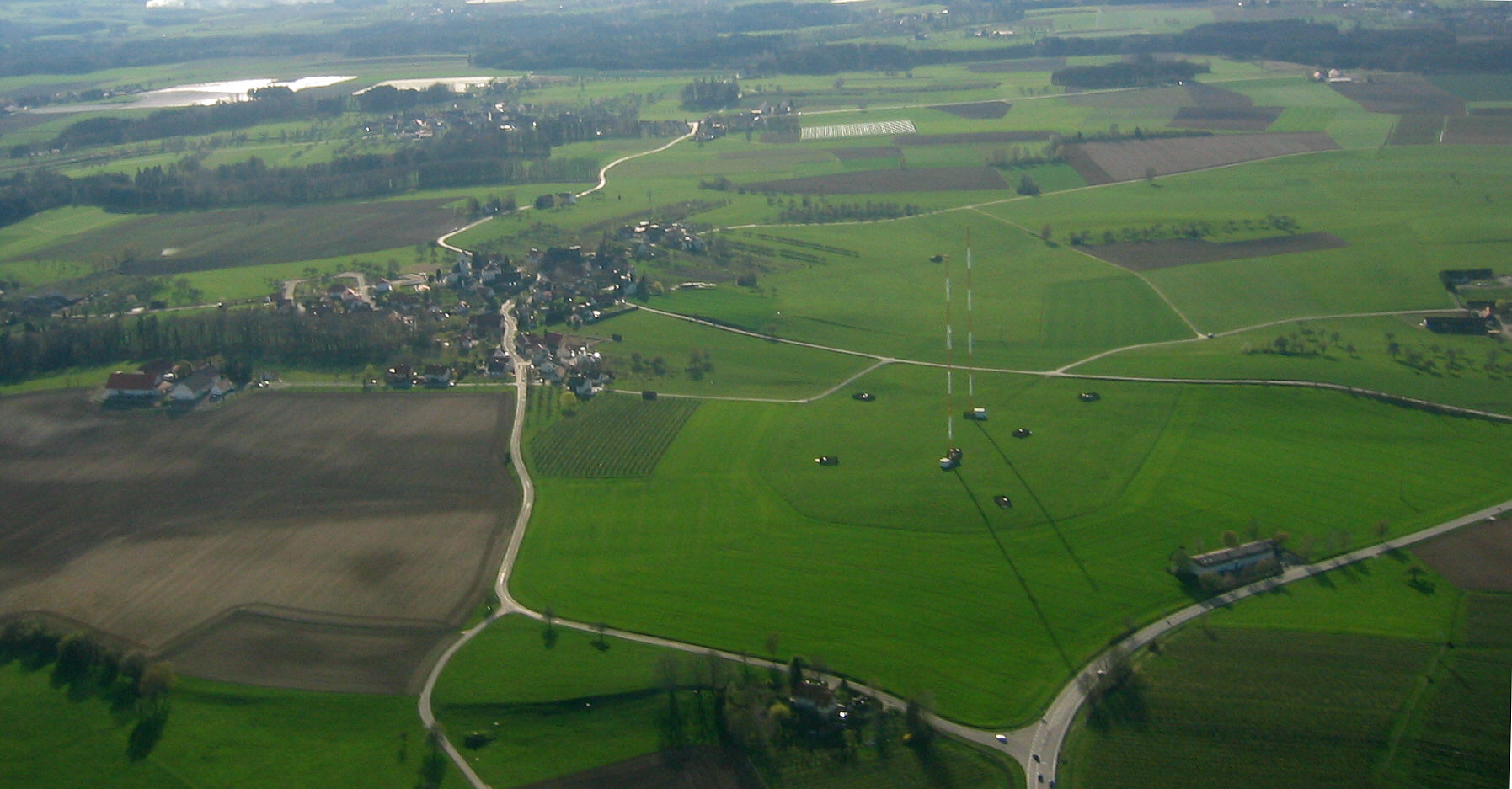
Luftaufnahme von Wilhelmskirch mit dem Sender Ravensburg
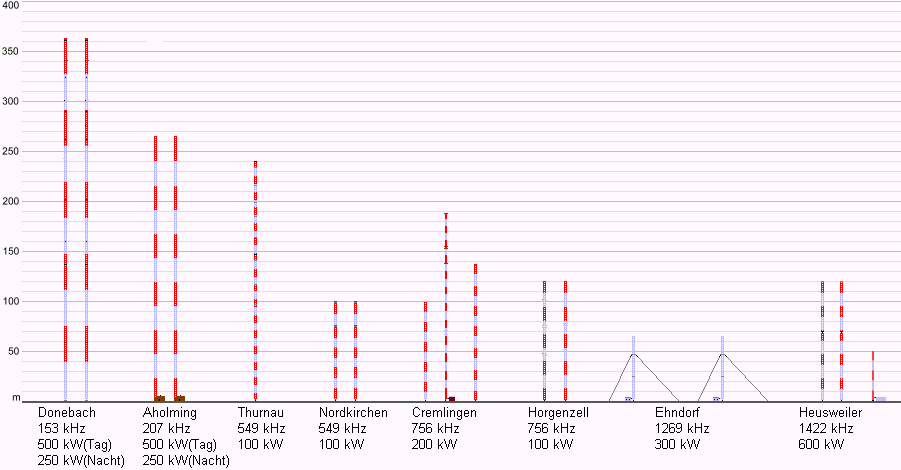
Höhendiagramm der Sendemasten der LW- und MW-Sender des DLF